# Blind for You
Blind for You is een nummer van de Haagse rockband DI-RECT uit 2005, in samenwerking met de pianist Wibi Soerjadi. Het is de vierde en laatste single van All Systems Go!, het derde studioalbum van DI-RECT.
In "Blind For You" combineren DI-RECT en Soerjadi rockmuziek met klassieke muziek. Deze unieke samenwerking was voor het eerst te zien en te horen tijdens Pinkpop 2005. De bijbehorende videoclip werd opgenomen in het huis van Soerjadi. Het nummer haalde de 13e positie in de Nederlandse Top 40.